# Башня розы
Башня Розы (англ. Rose Tower, полное название Rose Rayhaan by Rotana) — 333-метровое здание, имеющее 72 этажа, расположено на шоссе Шейха Зайеда в Дубае, ОАЭ. По состоянию на 2015 год является 42-м по высоте зданием в Азии и 55-м по высоте в мире. Изначально предполагалась строительство башни высотой 380 м (1247 футов), но при дальнейшем проектировании высота была уменьшена. Строительство было начато в 2004 году, а в 2006 году, 24 октября, оно было закончено и был установлен шпиль. Гостиница открыта с апреля 2008 года. При этом официальное открытие состоялось только 23 декабря 2009.
Компания Bonyan International Investment Group вложила в строительство этого небоскреба 180 миллионов долларов.

## Интересные факты
- Здание являлось самым высоким отелем в мире в 2008—2012 годах, после того, как в апреле 2008 года в нём открылась гостиница «Rose Rotana Suites». Здание выше, чем знаменитый Бурдж аль-Араб, высота которого составляет 321 метр (также находится в Дубае).
- Башня Розы — один из первых отелей в Дубае, где была разрешена продажа алкоголя. В отеле круглосуточно работают два ресторана и кафе[2].